# 古永信
古永信，香港作家，中學於恩主教書院就讀，並先後於嶺南大學及中文大學，分別取得中文榮譽文學士及跨文化研究碩士。醉心研究流行及電視文化，2005年開始投入小說創作和流行文化現象分析，至今出版個人著作共23本。另以筆名「勇先」於各大報章雜誌撰寫專欄。近年更走訪中學，並獲香港教育專業人員協會邀請，自2011起成為「親炙作家講座」的講員之一，與學生分享所思所感，一同發掘文字創作和拆解流行文化的樂趣。

## 個人著作
- 文化系列
  - 《玩具車仔浪漫譚》，非凡出版，2021年
  - 《我係香港人的101個理由》，四方媒體，2014年
  - 《旺角價值 香港我主場》，生活書房，2012年
  - 《不看後悔‧學校霸權的真相》，生活書房，2011年
  - 《不喜勿插‧四代香港人解毒》 （页面存档备份，存于），生活書房，2010年
  - 《玩味品牌2――we Love HK》，突破出版社，2009年
  - 《玩味品牌》，突破出版社，2007年
  - 《22世紀電視網絡》，突破出版社，2006年

- 小說作品
  - 《元宇宙大歷險‧亂入古代奧運會》，閱亮點，2022年
  - 《逆轉乒乓》，突破出版社，2019年
  - 《逃離三國(二)吞狼》，突破出版社，2017年
  - 《逃離三國(一)鬼域》，突破出版社，2015年
  - 《GOAL!敗部復活》，突破出版社，2015年
  - 《GOAL！》，突破出版社，2012年
  - 《致命三國之終極反擊》，世界出版社，2011年
  - 《蝸居經紀活命記》 （页面存档备份，存于），突破出版社，2011年
  - 《超齡偵探‧夢露再生？》，紅出版，2010年
  - 《致命三國之假面同盟》[永久]，世界出版社，2010年
  - 《致命三國之死神在線》，世界出版社，2009年
  - 《野男球隊》，突破出版社，2009
  - 《單車飄移》，突破出版社，2008年
  - 《誰偷走我的男兒身》，why出版社，2006年
  - 《球場與夢想的距離》，why出版社，2005年

## 著作焦點
- 《我係香港人的101個理由》：入選第27屆中學生好書龍虎榜「十本好書」

- 《逃離三國(一)鬼域》：入選第28屆中學生好書龍虎榜候選書目
- 《蝸居經紀活命記》：入選第24屆中學生好書龍虎榜候選書目
- 《致命三國之假面同盟》：入選教育城舉辦「十本好讀2010」候選書目
- 《不喜勿插‧四代香港人解毒》：入選第22屆中學生好書龍虎榜候選書目
- 《球場與夢想的距離》：入選第18屆中學生好書龍虎榜候選書目
- 《致命三國之死神在線》：入選教育城舉辦「十本好讀2009」候選書目
- 《野男球隊》：入選教育城舉辦「十本好讀2009」候選書目
- 《單車飄移》：入選教育城舉辦「十本好讀2008」候選書目
- 《22世紀電視網絡》：2008-09中文大學通識科﹙GEN 3070B：Mass Media and Society﹚指定參考書及導修讀本

## 報章專欄
以筆名「勇先」於《蘋果日報》、《信報》、《文匯報》、《Breakazine》撰寫文章